# Cláudia Ribeiro
Cláudia Ribeiro nasceu em Angola, no Lubango, e é autora do livro No Dorso do Dragão - Aventuras e Desventuras de uma Portuguesa na China, publicado pela Europa-América, onde relata as suas experiências e transmite uma imagem muito viva da China.
Traduziu, directamente do chinês, o clássico taoísta Dao De Jing (Tao Te King) de Lao Zi (Lao Tse). 

## Outras publicações[5]
- Périplo introdutório pelos manuais da antiga matemática chinesa
- Elementos para a compreensão da pintura chinesa
- Chinese Contemporary Art: where it comes from, where it goes goes
- Podem cavalos brancos não ser cavalos? O "Debate sobre Cavalos Brancos" de Gongsun Long e sua tradução comentada.
- Os bronzes rituais chineses e a sua presença em colecções portuguesas
- A Xangai de 'O Lótus Azul' / Shanghai in Hergé's 'The Blue Lotus'
- The Complementarity of Science and Metaphysics